# Estret de Smith
L'estret de Smith (en anglès Smith sound) és un curt i ampli estret de mar localitzat a l'Àrtida, entre Groenlàndia i l'illa d'Ellesmere, la més septentrional de les illes de l'Arxipèlag Àrtic Canadenc. És el primer dels trams de l'estret de Nares, un estret que uneix la badia de Baffin, al sud, amb el mar de Lincoln (un dels braços de l'oceà Àrtic), al nord. El segueix, en direcció nord, la conca Kane.
L'estret, i totes les aigües properes, romanen congelades generalment gairebé tot l'any i els pocs dies que estan lliures de gel són perilloses per a la navegació.

## Geografia
Les aigües de l'estret de Smith formen part de l'estret de Nares: comencen a la part septentrional de la badia de Baffin, passada una línia entre el cap Isabelle (costa oriental de l'illa Ellesmere), i el cap Alexander (costa occidental de Groenlàndia), de gairebé 50 km d'amplada. La seva llargada és d'uns 50 km en direcció SSE-NNO (amb uns 50 km d'amplada mitjana), i acaben a la conca Kane, en una altra línia fictícia entre el cap Sabine (Ellesmere) i punta Caim (Groenlàndia), d'uns 40 km d'amplada.

## Història

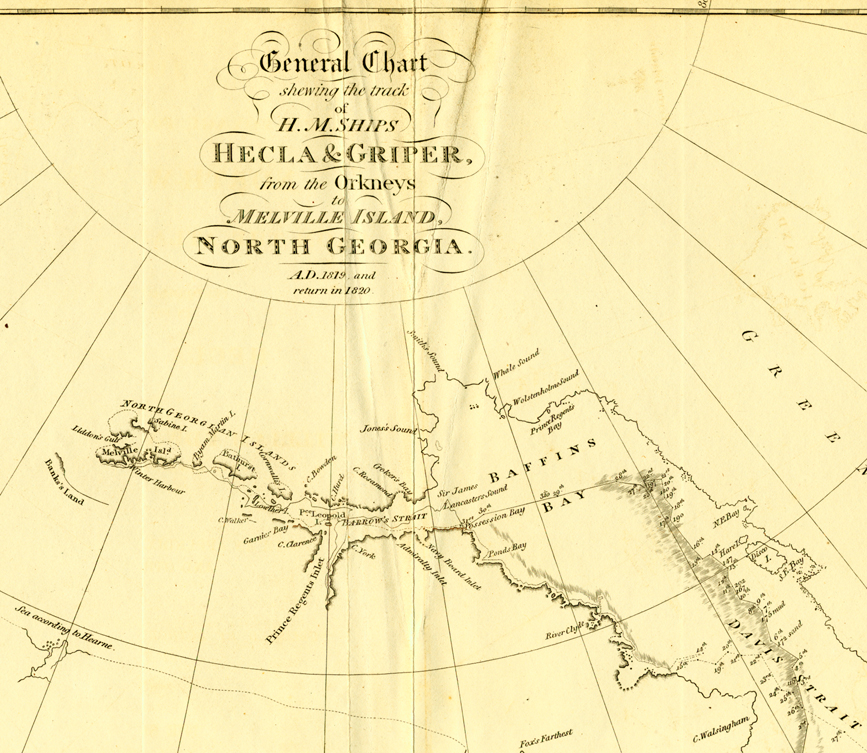
Mapa de l'exploració de Parry, que el 1821 segueix mostrant l'estret de Smith tancat a la part septentrional de badia de Baffin.

L'estret de Smith va ser vist per primera vegada el 1616 per l'expedició anglesa del Discovery capitanejada per Robert Bylot i pilotada per William Baffin. Aquesta expedició, finançada per la Companyia pel descobriment del Pas del Nord-oest, va creuar l'estret de Davis el 1616 i va descobrir, pels occidentals, la badia de Baffin, i els estrets de Lancaster, Smith i Jones, que ells van anomenar. A aquest estret el van anomenar «Badia de Sir Thomas Smith» («Sir Thomas Smith's Bay») en honor del diplomàtic anglès Sir Thomas Smith (1513-1577). Aquesta expedició va assolir un nou rècord de navegació boreal, en arribar als 77° 45′ N, 480 km més al nord de la marca anterior establerta per John Davis, una marca que va romandre sense ser superada durant 236 anys. Amb tot, no van navegar per les seves aigües, en quedar-se a uns 50 km, en suposar tancada en el seu extrem nord la badia de Baffin.
No es coneix cap nova exploració en profunditat a la zona fins a la fracassada expedició a l'àrtic de John Ross, novament a la recerca del Pas del Nord-oest. Ross, al capdavant d'una nova expedició anglesa formada pels vaixells HMS Isabelle, comandat per ell, i HMS Alexander, comandat per William Edward Parry, va navegar per la zona nord de badia Baffin el 1818. El 19 d'agost Ross va passar molt a prop de la zona i va nomenar els dos caps que limiten la seva entrada: cap Isabelle i cap Alexander, en honor dels seus vaixells.
Ross va tornar a considerar que l'extrem nord de l'estret de Smith estava tancat per terra i es va dirigir cap al sud-oest, cap a l'estret de Jones. Allà, una vegada més, va pensar que veia terra al fons. Més al sud, l'entrada de l'estret de Lancaster estava lliure de gel i el 31 d'agost ambdós vaixells es van internar per ell cap a l'oest. Ross va tornar a considerar que una cadena de muntanyes, a les quals va nomenar «Crocker Hills», bloquejava l'accés i va decidir donar la volta per explorar la costa oriental de l'illa de Baffin. Parry, que no havia vist les muntanyes, es va mostrar decebut per la decisió del seu comandant i va seguir convençut de la possible existència del pas a través de l'estret de Lancaster. L'expedició, per evitar passar l'hivern a l'Àrtida, va tornar a Anglaterra. Immediatament el desacord entre Ross i Parry per l'existència de les «Croker Hills» es va fer públic i Barrow i Edward Sabine es van afanyar a criticar la decisió de Ross de fer marxa enrere. Parry va tornar a l'àrtic i va navegar tot l'estret de Lancaster, demostrant la inexistència d'aquestes "Croker Hills", cosa que va arruïnar durant molts anys la reputació de Ross.
El 1852 Edward Augustus Inglefield, navegant a bord de l'Isabel, va ser el primer que es va endinsar en aigües de l'estret de Smith. Aquesta expedició era el seu primer viatge a l'àrtic i participava en la recerca de l'expedició perduda de John Franklin. Es va endinsar fins als 78° 28′ 21″ N, més enllà de qualsevol registre conegut. Inglefield creia estar navegant en aigües del tan buscat mar polar obert. El mal temps l'obligà a tornar a enrere i li impedí posar peu a terra.
El primer que va creuar completament l'estret va ser el nord-americà Elisha Kent Kane, quan l'any següent encara buscava a Franklin. Va sortir de Nova York amb l'Advance el maig de 1853, i després d'una escala al port balener d'Upernavik, va avançar cap al nord creuant l'estret de Smith fins que els forts vent i els grans blocs de gel, amb la banquisa formant-se, el van portar, el 24 d'agost, a buscar refugi a Van Rensselaer Harbor a l'actual badia Ressel. Van passar allà dos hiverns, i el 1854, en una expedició en trineu a través de la costa, dos membres de l'expedició, Hans i William Morton, van aconseguir travessar la glacera de Humboldt i assolir el 24 de juny la part sud del cap Constitució (al voltant de 80° 35′ N). Des d'una altura d'uns 460 m, mirant al nord, van veure obertes les aigües tan lluny com la seva vista podia arribar: havien trobat el canal de Kennedy obert i van suposar portava directe a l'esperat Mar Polar Obert. La recerca de Franklin va ser infructuosa, però l'expedició de Kane va assenyalar el camí per a noves expedicions que aconseguirien arribar a l'oceà àrtic a través de l'estret de Nares.